# Trælsøya
Trælsøya ou Trollsøya est une île norvégienne du comté de Hordaland appartenant administrativement à Austevoll.

## Description
Rocheuse et couverte d'une légère végétation, elle s'étend sur environ 1,7 km de longueur pour une largeur approximative de 835 m.